# USS Bashaw (SS-241)
USS Bashaw (SS/SSK/AGSS-241) là một tàu ngầm lớp Gato từng phục vụ cùng Hải quân Hoa Kỳ trong Chiến tranh Thế giới thứ hai. Nó là chiếc tàu chiến duy nhất của Hải quân Hoa Kỳ được đặt cái tên này, theo tên loài cá trê đầu bẹt. Nó đã phục vụ trong suốt Thế chiến II, thực hiện tổng cộng sáu chuyến tuần tra, đánh chìm ba tàu Nhật Bản với tổng tải trọng 19.269 tấn. Được cho ngừng hoạt động sau khi xung đột chấm dứt vào năm 1949, nó được huy động trở lại để tiếp tục phục vụ trong giai đoạn Chiến tranh Lạnh từ năm 1951 đến năm 1969, được xếp lại lớp như "tàu tìm-diệt tàu ngầm" SSK-241, và cuối cùng như một "tàu ngầm phụ trợ" AGSS-241 trước khi bị bán để tháo dỡ vào năm 1972. Bashaw được tặng thưởng năm Ngôi sao Chiến trận do thành tích phục vụ trong Thế Chiến II.

## Thiết kế và chế tạo
Lớp tàu ngầm Gato được thiết kế cho mục đích một tàu ngầm hạm đội nhằm có tốc độ trên mặt nước cao, tầm hoạt động xa và vũ khí mạnh để tháp tùng hạm đội chiến trận. Con tàu dài 311 ft 9 in (95,02 m) và có trọng lượng choán nước 1.525 tấn Anh (1.549 t) khi nổi và 2.424 tấn Anh (2.463 t) khi lặn. Chúng trang bị động cơ diesel dẫn động máy phát điện để cung cấp điện năng cho bốn động cơ điện, đạt được công suất 5.400 shp (4.000 kW) khi nổi và 2.740 shp (2.040 kW) khi lặn, cho phép đạt tốc độ tối đa 21 hải lý trên giờ (39 km/h) và 9 hải lý trên giờ (17 km/h) tương ứng. Tầm xa hoạt động là 11.000 hải lý (20.000 km) khi đi trên mặt nước ở tốc độ 10 hải lý trên giờ (19 km/h) và có thể hoạt động kéo dài đến 75 ngày và lặn được sâu tối đa 300 ft (90 m).
Lớp tàu ngầm Gato được trang bị mười ống phóng ngư lôi 21 in (530 mm), gồm sáu ống trước mũi và bốn ống phía phía đuôi tàu, chúng mang theo tối đa 24 quả ngư lôi. Vũ khí trên boong tàu gồm một hải pháo 3 inch/50 caliber, và thường được tăng cường một khẩu pháo phòng không Bofors 40 mm nòng đơn và một khẩu đội Oerlikon 20 mm nòng đôi, kèm theo súng máy .50 caliber và .30 caliber. Tiện nghi cho thủy thủ đoàn bao gồm điều hòa không khí, thực phẩm trữ lạnh, máy lọc nước, máy giặt và giường ngủ cho hầu hết mọi người, giúp họ chịu đựng cái nóng nhiệt đới tại Thái Bình Dương cùng những chuyến tuần tra kéo dài đến hai tháng rưỡi.
Bashaw được đặt lườn tại xưởng tàu của hãng General Dynamics Electric Boat ở Groton, Connecticut vào ngày 4 tháng 12, 1942. Nó được hạ thủy vào ngày 25 tháng 7, 1943, được đỡ đầu bởi bà Florence Ives, vợ góa của Đại tá Hải quân Norman S. Ives, và được cho nhập biên chế cùng Hải quân Hoa Kỳ vào ngày 25 tháng 10, 1943 dưới quyền chỉ huy của Hạm trưởng, Thiếu tá Hải quân Richard E. Nichols.

## Lịch sử hoạt động

### 1944 -1945
Sau khi hoàn tất việc chạy thử máy huấn luyện tại các vùng biển ngoài khơi New London, Connecticut và Newport, Rhode Island, Bashaw chuẩn bị để được điều động sang khu vực Mặt trận Thái Bình Dương. Nó lên đường băng qua kênh đào Panama và đi đến vịnh Milne, New Guinea vào ngày 3 tháng 3, 1944. Trong giai đoạn từ ngày 10 tháng 3, 1944 đến ngày 29 tháng 4, 1945 nó đã hoàn tất sáu chuyến tuần tra tại các vùng biển Celebes, Philippine và biển Đông, đánh chìm ba tàu Nhật Bản với tổng tải trọng 19.269 tấn cùng nhiều tàu thuyền nhỏ khác.
Đi đến vịnh Subic thuộc quần đảo Philippine vào ngày 29 tháng 4, 1945, Bashaw lên đường để quay trở về vùng bờ Tây Hoa Kỳ, và được đại tu tại Xưởng hải quân Mare Island. Sau khi hoàn tất công việc trong xưởng tàu, nó lên đường vào ngày 13 tháng 8 để quay trở lại Trân Châu Cảng, và vẫn đang trên đường đi khi Nhật Bản chấp nhận đầu hàng vào ngày 15 tháng 8, giúp chấm dứt vĩnh viễn cuộc xung đột. Nó được lệnh quay về vùng bờ Tây, đến Mare Island vào ngày 5 tháng 9, và bắt đầu được chuẩn bị để ngừng hoạt động.
Bashaw được đưa về Hạm đội Dự bị Thái Bình Dương vào ngày 24 tháng 11, 1945, và được cho xuất biên chế vào ngày 20 tháng 6, 1949.

### 1951 -1969
Sau khi cuộc Chiến tranh Triều Tiên bùng nổ vào tháng 6, 1950, Bashaw được cho tái biên chế trở lại vào ngày 3 tháng 4, 1951.  Nó hoạt động từ căn cứ San Diego tại vùng biển California cho đến ngày 10 tháng 5, 1952, khi chiếc tàu ngầm lại được cho xuất biên chế. Nó được cải biến tại Xưởng hải quân San Francisco thành một "tàu ngầm tìm-diệt tàu ngầm". Được xếp lại lớp với ký hiệu lườn mới SSK-241 vào ngày 18 tháng 2, 1953, nó được cho tái biên chế trở lại vào ngày 28 tháng 3, 1953 và được phân về Đội tàu ngầm 33 đặt căn cứ tại San Diego. 
Từ tháng 3 đến tháng 8, 1954, Bashaw được phái sang hoạt động tại Viễn Đông và sau đó tham gia nhiều cuộc tập trận tại vùng biển quần đảo Hawaii trước khi được đại tu tại San Francisco. Từ tháng 1 đến tháng 8, 1956, chiếc tàu ngầm lại được phái sang Viễn Đông lần thứ hai, và về đến Trân Châu Cảng vào ngày 14 tháng 8. Nó được xếp lại lớp và quay trở lại ký hiêu lườn cũ SS-241 vào ngày 15 tháng 8, 1959, rồi trở thành một tàu ngầm phụ trợ AGSS-241 vào tháng 9, 1962.
Bashaw được cho xuất biên chế lần sau cùng đồng thời rút tên khỏi danh sách Đăng bạ Hải quân vào ngày 13 tháng 9, 1969, trở thành chiếc tàu ngầm lớp Gato cuối cùng được cho xuất biên chế. Con tàu bị bán cho hãng National Metal and Steel Corp. để tháo dỡ vào ngày 4 tháng 8, 1972, nhưng nguồn khác cho rằng nó bị đánh chìm như một mục tiêu vào tháng 7, 1972.

## Phần thưởng
Bashaw được tặng thưởng năm Ngôi sao Chiến trận do thành tích phục vụ trong Thế Chiến II. Nó được ghi công đã đánh chìm ba tàu Nhật Bản với tổng tải trọng 19.269 tấn.
|  |             |  |
|  | Silver star |  |

| Dãi băng Hoạt động Tác chiến  |                                                                         |                                      |
| Huân chương Chiến dịch Hoa Kỳ | Huân chương Chiến dịch Châu Á-Thái Bình Dương với 5 Ngôi sao Chiến trận | Huân chương Chiến thắng Thế Chiến II |